# Goodyera augustini
Goodyera augustini är en orkidéart som beskrevs av Takasi Tuyama. Goodyera augustini ingår i släktet knärötter, och familjen orkidéer. Inga underarter finns listade i Catalogue of Life.